# Byblis setosus
Byblis setosus is een vlokreeftensoort uit de familie van de Ampeliscidae. De wetenschappelijke naam van de soort is voor het eerst geldig gepubliceerd in 1965 door Kudrjaschov.